# Ожога
Ожо́га — село Ожогинского сельсовета Воловского района Липецкой области.
Стоит на левом берегу реки Олым.
Известна с начала XIX века, как деревня владельческая Ажо́га. Тогда в Ожоге была построена Благовещенская церковь (ныне ), 23 сентября 2005 года преобразована в  Благовещенский епархиальный женский монастырь. Однако согласно археологическим исследования селение на этом месте возникло гораздо раньше XIX века.
Название неясно.
В 1970 году в центре села была построена Ожогинская средняя школа.

## Население
| 2009 | 2010 | 2012 |
| ---- | ---- | ---- |
| 240  | ↘221 | ↗227 |